# Jordi Pascual i Gainza
Jordi Pascual i Gainza (Barcelona, 1949) és un físic català. El 1972 es llicencià en ciències físiques a la Universitat de Barcelona i el 1978 es doctorà a la Universitat Autònoma de Barcelona. El 1979 aconseguí el títol de Docteur d'État a la Universitat de Montpeller i des de 1993 és catedràtic de física aplicada de la Universitat Autònoma de Barcelona. Del 2005 al 2012 va ser director de l'Institut Català de Nanotecnologia, participat per la Generalitat de Catalunya i la UAB.
El 1978 impulsa, al Departament de Física de la UAB, la creació d'un grup experimental d'espectroscòpia de sòlids (electrons i fonons). Actualment, la seva recerca se centra en l'estudi dels estats electrònics i de vibració atòmica de materials aïllants i semiconductors mitjançant tècniques d'espectroscòpia òptica, així com en la propagació de llum en estructures nanomètriques i investigació del túnel òptic en punts quàntics i pous quàntics, i l'estudi del dany i reconstrucció d'estructures cristal·lines sotmeses a implantació iònica.
El 1997 va rebre la Medalla Narcís Monturiol al mèrit científic i tecnològic de la Generalitat de Catalunya (1997) i des de 2005 és membre numerari de la Reial Acadèmia de Ciències i Arts de Barcelona.